# Ekbert I. (Meißen)
Ekbert I. von Meißen (* um 1036; † 11. Januar 1068) aus der Familie der Brunonen war ein sächsischer Graf und Markgraf von Meißen.

## Leben
Er war der Sohn des sächsischen Adeligen Liudolf und dessen Ehefrau Gertrud der Älteren von Braunschweig, von denen er den brunonischen Besitz um Braunschweig erbte. Für seine ostfälische Grafschaft bestand seit 1051 eine Lehnsabhängigkeit gegenüber dem Bischof von Hildesheim. Daneben erwarb Ekbert verschiedene friesische Grafschaften unter Lehnshoheit des Erzbischofs von Hamburg-Bremen. Obwohl eng verwandt mit dem salischen Herrscherhaus, beteiligte sich Ekbert im Jahre 1062 an der Entführung des unmündigen Königs Heinrich IV. beim Staatsstreich von Kaiserswerth. Im Jahre 1067 wurde Ekbert mit der Mark Meißen belehnt.
Er war seit 1058 verheiratet mit Irmgard von Turin aus der Familie der Arduine, der Witwe Ottos von Schweinfurt († 1057) und durch ihre Schwester Adelheid Tante der Kaiserin Bertha (Bertha von Turin), der Ehefrau Heinrichs IV. Nachfolger war sein Sohn Ekbert II., nach dessen kinderlosem Tod im Jahre 1090 der brunonische Besitz an dessen Schwester Gertrud die Jüngere von Braunschweig fiel.
Ekbert förderte den Handel in Braunschweig und ist vermutlich Gründer des dortigen Cyriakusstiftes, welches Familienstift und Grablege der Brunonen war.